# Accidente de autocares de Beaune
El accidente de autocares de Beaune se produjo el 31 de julio de 1982 en la autopista francesa A6, cerca de Beaune, en el departamento de Côte-d'Or, en el centro-este de Francia. Es la segunda colisión de tráfico más mortífera de la historia de Francia, después del atentado con camión de Niza de 2016. Murieron 53 personas, entre ellas 46 niños (44 en el autocar y 2 en un coche). La mayoría de las víctimas iban a bordo de un autocar que se incendió como consecuencia de la colisión. Los pasajeros del autocar eran de Crépy-en-Valois, en el departamento de Oise, al norte de Francia.

## Acontecimientos
A las 20:00 horas del 31 de julio de 1982, dos autocares salieron de Crépy-en-Valois, una ciudad situada a unos 60 kilómetros al norte de París. Llevaban a niños y a sus profesores a un campamento de verano en Aussois, en Saboya, en los Alpes franceses. En plena noche, los dos autocares circulaban por la A6 en dirección a Lyon. Cuando pasaron por Beaune, llovía y el tráfico era intenso en un día que en Francia se conoce como samedi noir (sábado negro), ya que muchas personas se van de vacaciones de verano ese día.
Hacia la 1:45 de la madrugada, la velocidad general del tráfico disminuyó debido al estrechamiento de la autopista, que pasó de tres carriles a dos. Dos coches, que estaban adelantando a los dos autocares en el punto en que la carretera se estrechaba, se cruzaron por detrás de uno de los autocares y por delante del otro. Al mismo tiempo, el autocar que iba en cabeza frenó repentinamente debido a la lentitud de un vehículo que iba delante. El segundo vagón chocó con la parte trasera del segundo, provocando un amontonamiento. El depósito de combustible de uno de los vagones se abrió y se vació en la carretera, y la gasolina se incendió. Seis vehículos se incendiaron.
El primer vehículo fue evacuado por los conductores y profesores. En el segundo vehículo, una salida lateral estaba bloqueada por un coche accidentado. No obstante, dos profesores consiguieron sacar a unos 15 niños por la parte trasera del vehículo, pero 44 quedaron atrapados dentro junto con dos conductores y dos profesores.

## Víctimas
Las familias fueron informadas del accidente a las 6 de la mañana. El alcalde de Crépy-en-Valois anunció los nombres de los niños fallecidos hacia las 11 de la mañana, por orden alfabético. Pocos de los cuerpos pudieron ser identificados.
Los funerales tuvieron lugar en Crépy-en-Valois el 3 de agosto de 1982. Asistió el presidente francés François Mitterrand. Los cuerpos que no pudieron ser identificados fueron enterrados juntos bajo una gran lápida en el cementerio de Crépy-en-Valois.
La compañía de seguros tuvo que pagar 12 millones de francos a las familias de las víctimas.

## Monumentos conmemorativos

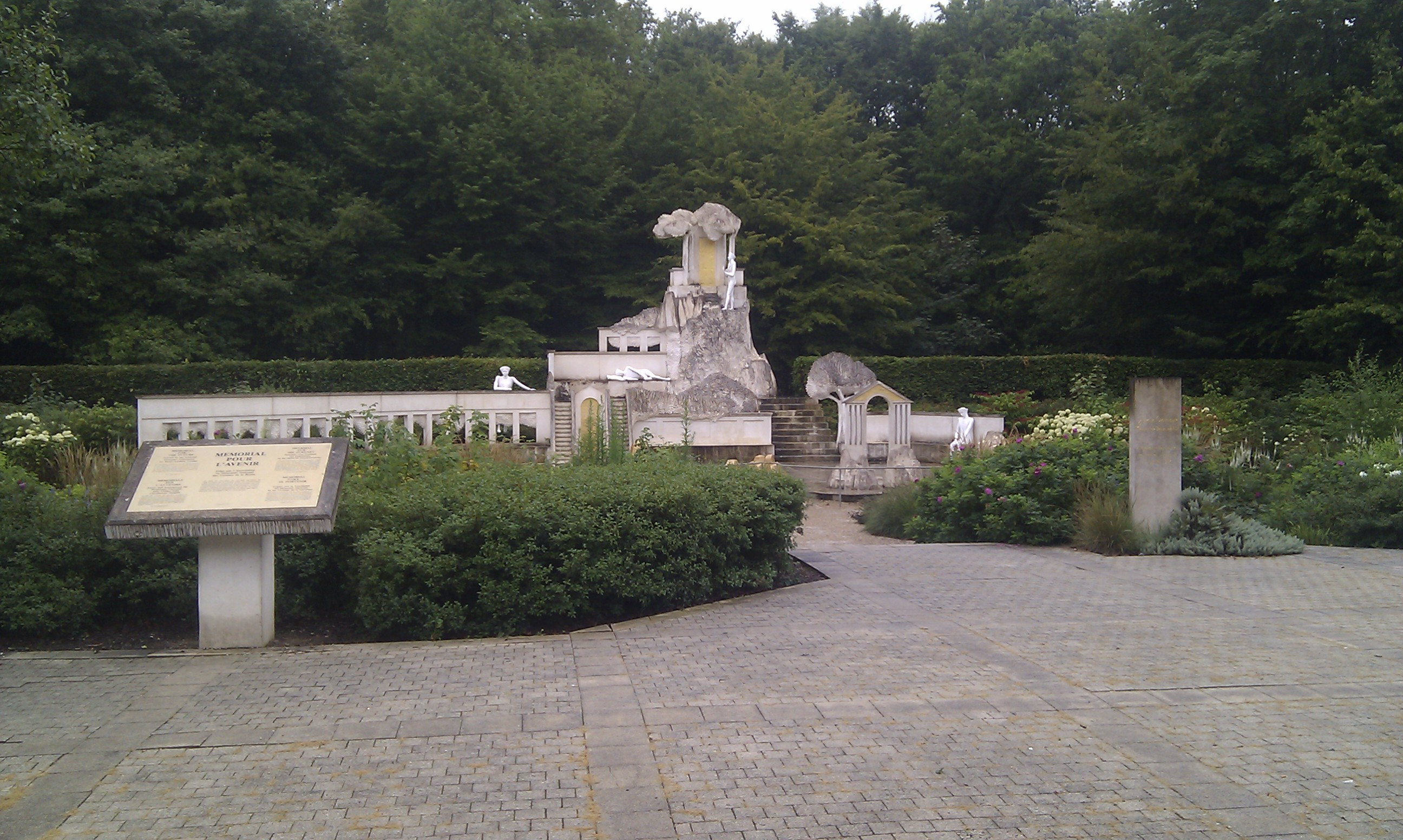
Monumento a los muertos en el área de descanso de Curney, cerca de Beaune.

En 1985 se erigió un monumento conmemorativo en un área de descanso junto a la carretera cerca de Curney, en la comuna de Merceuil, muy cerca del lugar del accidente. Los niños víctimas del accidente están enterrados en el cementerio de Crépy-en-Valois. En las placas figuran sus nombres.
Marie-Andrée Martin -que perdió tres hijos y tuvo un cuarto que estuvo en el accidente pero sobrevivió- creó la Association des victimes de Beaune (Asociación de víctimas de Beaune), que se convirtió en miembro de la Fédération nationale des victimes d'accidents collectifs (Federación nacional de víctimas de accidentes de transporte público).
Cada año, desde el accidente, el ayuntamiento de Crépy-en-Valois conmemora la tragedia en la fecha del aniversario.